# Manuel Komnenos Raul Asanes

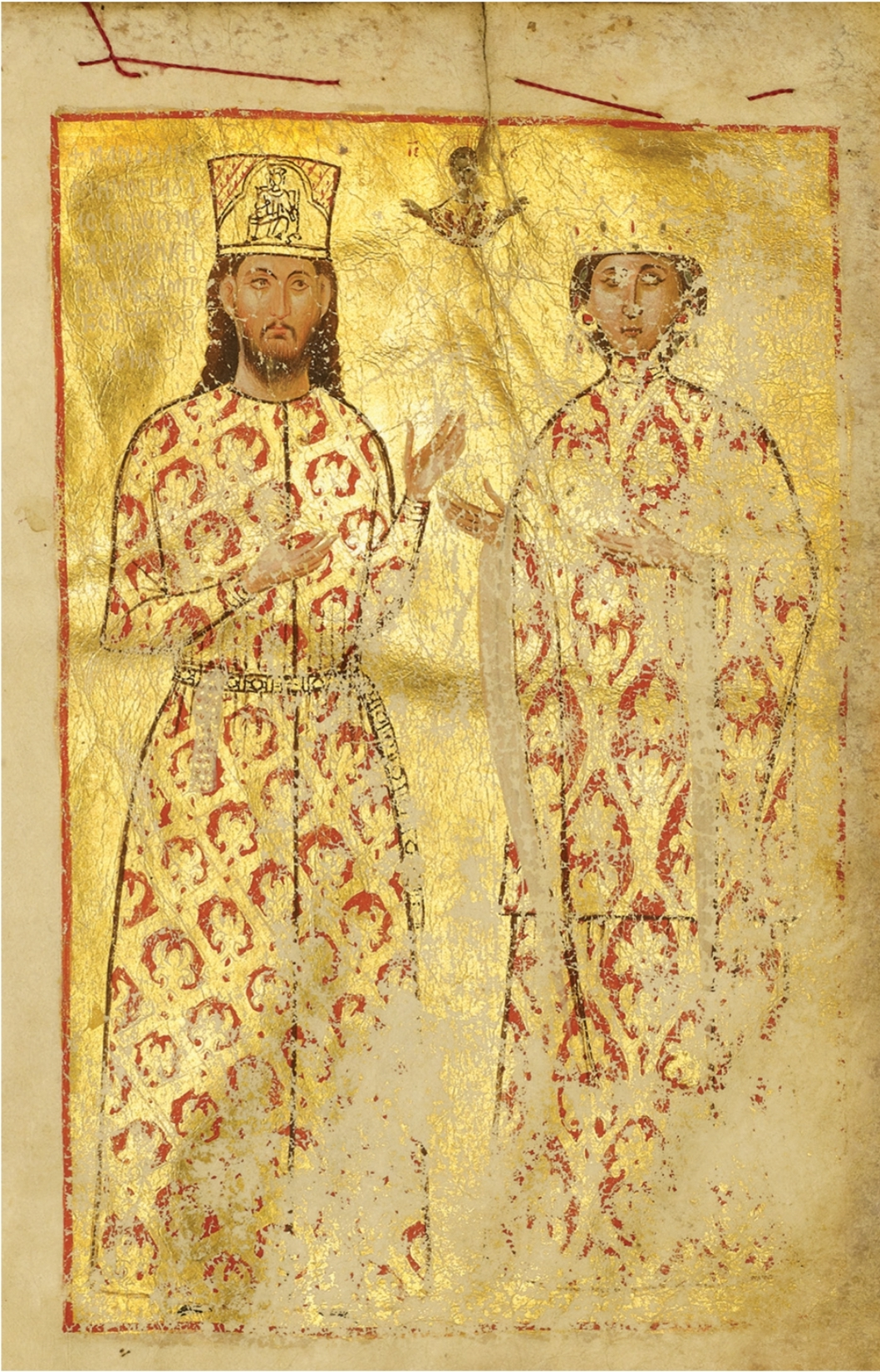
Manuel Asanes und seine Ehefrau Anna Doukaina Synadene, byzantinische Miniatur, Lincoln College Typicon, Oxford, Bodleian Library

Manuel Komnenos Raul Asanes (mittelgriechisch Μανουήλ Κομνηνός Ῥαούλ Ἀσάνης; † zwischen 1355 und 1358) war ein byzantinischer Heerführer und Provinzgouverneur unter Kaiser Johannes VI. Kantakuzenos.

## Leben
Manuel war ein Angehöriger des byzantinischen Zweiges der bulgarischen Herrscherfamilie Assen (griechisch Asanes). Durch seinen Vater Andronikos Asanes war er ein Enkel von Zar Iwan Assen III. (1279–1280) und Irene Palaiologina. Er hatte einen jüngeren Bruder Johannes Asanes; seine Schwester Irene Asanina war seit 1320 die Ehefrau des späteren Kaisers Johannes Kantakuzenos.
Über Manuels Kindheit und Jugend ist kaum etwas bekannt, doch dürften er und seine Geschwister im engsten Umfeld des byzantinischen Kaiserhofes aufgewachsen und erzogen worden sein. Seit 1321 war er mit Anna Komnene Dukaina Palaiologina Asanina verheiratet, einer Tochter des Protostrators Theodoros Synadenos, mit der er einen Sohn Andronikos hatte.
Seit 1329 als Heerführer in Thrakien eingesetzt, wurde Manuel Asanes 1335 wegen Verrats angeklagt und in Bera inhaftiert. Beim Ausbruch des Byzantinischen Bürgerkriegs (1341) stand er auf der Seite seines Schwagers Johannes Kantakuzenos, der ihn aus dem Gefängnis holte und 1342 mit dem Oberbefehl über das strategisch wichtige Didymoticho betraute; 1344 war er Statthalter von Bizye.
Zu einem unbekannten Zeitpunkt vor 1345 wurde Manuel Asanes zum Megas Primikerios ernannt. Nachdem Johannes Kantakuzenos am 31. März 1347 die Regierungsgewalt in Konstantinopel übernommen hatte, verlieh er seinem Schwager zudem die hohe Hofwürde eines Sebastokrators. 1351 belagerte Manuel, der bei dieser Gelegenheit erstmals als Despot bezeichnet wird, zusammen mit dem Protostrator Georgios Phakrases vergeblich die genuesische Niederlassung in Galata; im selben Jahr nahm er am Zweiten Palamitischen Konzil in Konstantinopel teil.
Unklar ist, ob Manuel Asanes im Bürgerkrieg nach der Absetzung Johannes’ VI. im Dezember 1354 dessen Sohn Matthaios Asanes Kantakuzenos unterstützte oder wie sein Bruder Johannes Asanes ins Lager von Kaiser Johannes V. überlief. Den Despotentitel trug er mindestens bis 1355. Sein Todeszeitpunkt ist unbekannt, jedoch vor 1358 anzusetzen.